# Sjinuhajr
Sjinuhajr (armeniska: Շինուհայր) är en ort i Armenien. Den ligger i provinsen Siunik, i den sydöstra delen av landet, 180 kilometer sydost om huvudstaden Jerevan. Sjinuhajr ligger 1 500 meter över havet och antalet invånare är 2 206.
Terrängen runt Sjinuhajr är kuperad åt nordväst, men åt sydost är den bergig. Närmaste större samhälle är Goris, 8,6 kilometer norr om Sjinuhajr. 
Omgivningarna runt Sjinuhajr är en mosaik av jordbruksmark och naturlig växtlighet. Runt Sjinuhajr är det ganska glesbefolkat, med 42 invånare per kvadratkilometer.